# Světovina
Lesnatý vrch Světovina vysoký 560 m n. m. v Křivoklátské vrchovině se nachází zhruba 2 km západně od města Zbiroh a si 12 km od Hořovic. Z vrcholu je výhled na okolní krajinu. Kdysi se na Světovině nacházelo pohanské pohřebiště.

## Turistické spojení
Na vrchol se lze dostat po zelené turistické značce vedoucí ze Zbiroha respektive Drahoňova Újezda.